# Cautethia
Cautethia ist eine Gattung der Schmetterlinge aus der Familie der Schwärmer (Sphingidae).

## Merkmale
Die Gattung umfasst die kleinsten Schwärmerarten Nordamerikas. Ihre Musterung ist sehr variabel, was eine sichere Artzuordnung erschwert. Beide Flügelpaare sind deutlich abgerundet. Die Vorderflügel sind mit einer unterschiedlichen Kombination von weiß, grau, braun und schwarz gefleckt. Die Hinterflügel haben mittig einen gelblichen Bereich und breite, dunkelbraune Binden entlang der äußeren Ränder.
Die bisher bekannten Raupen haben einen langgestreckten Körper, der sich vom vierten Körpersegment nach vorne zum kleinen Kopf stark verjüngt. Das Analhorn ist verhältnismäßig fleischig und nach hinten gerichtet. Die Puppen sind kräftig gebaut, haben eine leicht raue Körperoberfläche und eine verwachsene Flügelscheide.

## Vorkommen und Lebensweise
Die Gattung ist in der Karibik und in der nördlichen Neotropis verbreitet. Zwei Arten, Cautethia grotei und Cautethia spuria sind aus den südlichsten Teilen der Vereinigten Staaten nachgewiesen, bei Cautethia yucatana wird vermutet, dass sie dort ein gelegentlicher Irrgast ist. Raupen sind an verschiedenen Arten der Rötegewächse (Rubiaceae) nachgewiesen worden.

## Systematik
Weltweit sind sechs Arten der Gattung bekannt:
- Cautethia exuma McCabe, 1984
- Cautethia grotei Edwards, 1882
- Cautethia noctuiformis (Walker, 1856)
- Cautethia simitia Schaus, 1932
- Cautethia spuria (Boisduval, [1875])
- Cautethia yucatana Clark, 1919

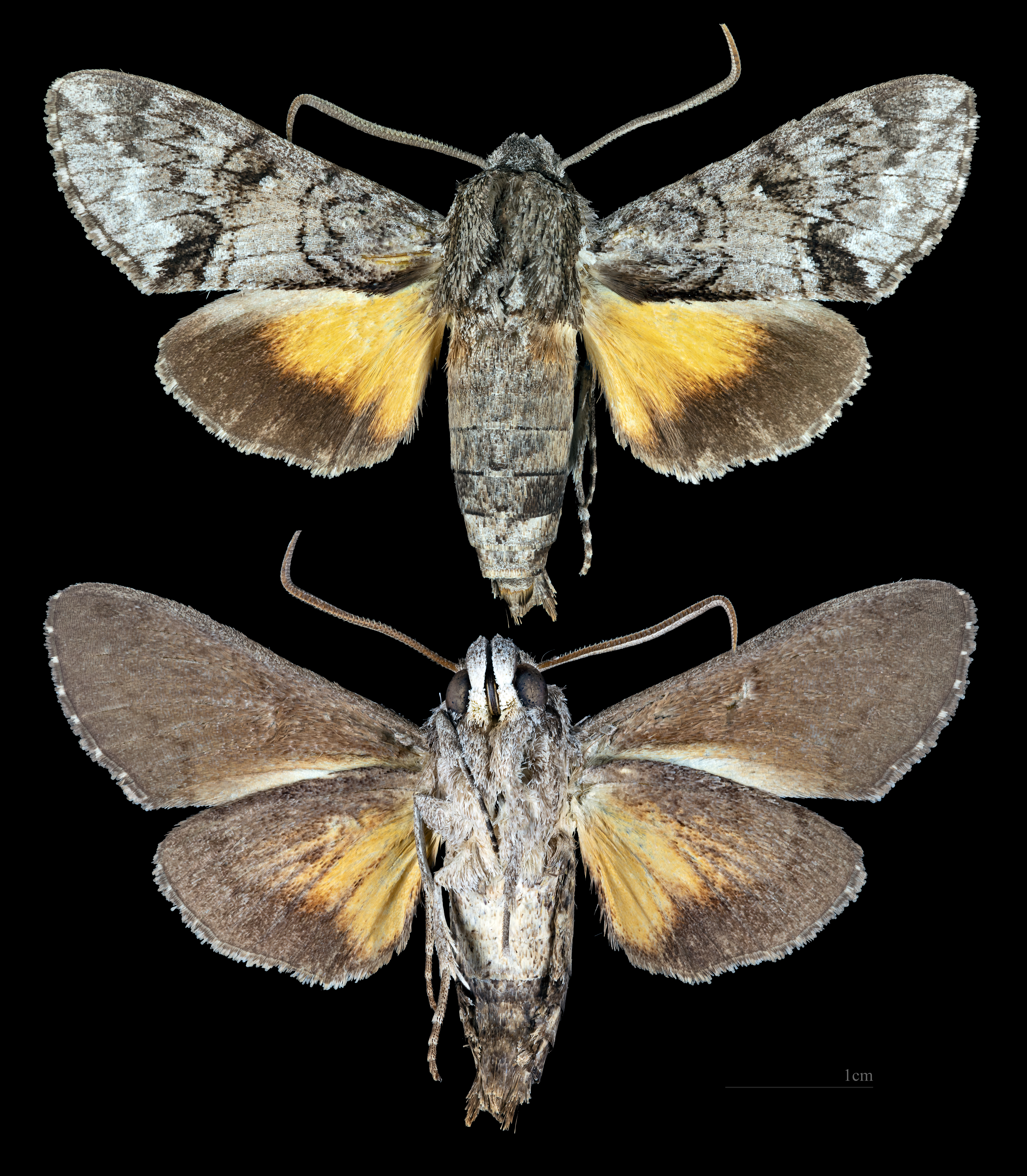
Cautethia grotei
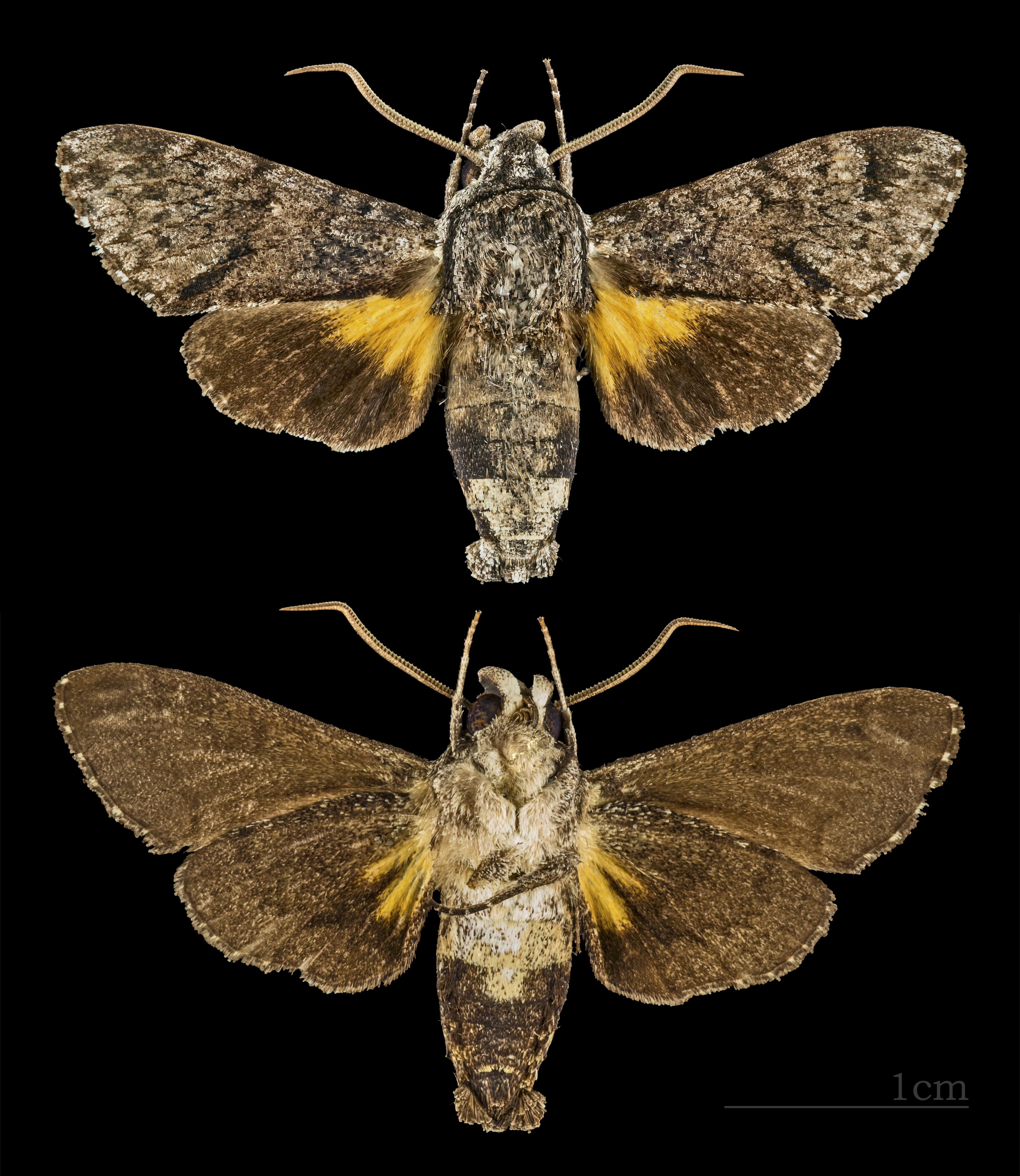
Cautethia spuria
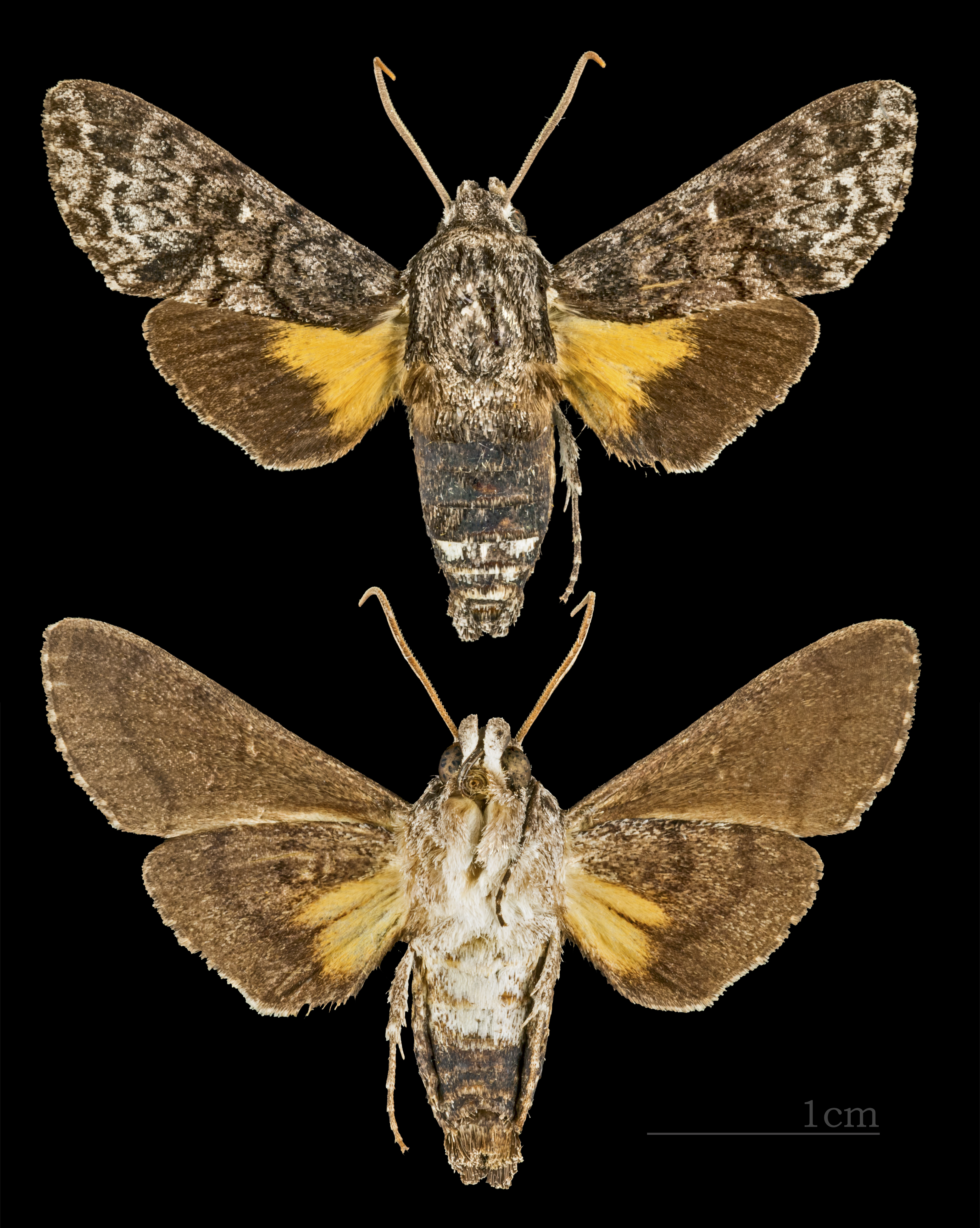
Cautethia yucatana

## Belege